# Dick (canção)
Dick é uma canção do rapper americano Starboi3 com a cantora e rapper americana Doja Cat. Foi originalmente lançado em maio de 2019 via SoundCloud, antes de ser relançada em abril de 2021 depois de se tornar viral pelo TikTok. A música foi produzida por soFly e Nius.

## Detalhes
O single foi lançado pela primeira vez em 16 de maio de 2019, como um exclusivo SoundCloud. Um grande sucesso, começou a ganhar popularidade em março de 2021, quando TikToker @ ali.scyn postou um vídeo dela dançando ao som da música, dando início a uma tendência. Vídeos para a tendência apresentam uma seção da letra: "I'm getting ripped tonight / R.I.P. that pussy, ayyy / I'm going in tonight."  Seguindo sua popularidade no TikTok, o single foi lançado por meio de serviços de streaming em 23 de abril de 2021.

## Composição
A música traz letras sexualmente explícitas, bem como referências à cultura pop que "adicionam um toque cômico". O instrumental apresenta vibrações trap -y".

## Remixes
Um remix pack foi lançado em 28 de maio de 2021, incluindo três remixes para a música de L.Dre, DJ Jayhood e Until Dawn. Outro remix de Sickick foi lançado em 11 de junho de 2021. O remix oficial da música apresenta o rapper americano Ludacris e foi lançado em 20 de agosto de 2021. Uma semana depois, um remix com Doja Cat e Ludacris foi lançado.

## Paradas musicais
Tabela com as posições de pico do single Dick:
| Tabela (2021)                                   | Posição de pico |
| ----------------------------------------------- | --------------- |
| Austrália (ARIA)                                | 95              |
| Canadá (Canadian Hot 100)                       | 77              |
| Mundo (Billboard Global 200)                    | 94              |
| Irlanda (IRMA)                                  | 58              |
| New Zealand Hot Singles (RMNZ)                  | 12              |
| Reino Unido (UK Singles Chart)                  | 74              |
| Estados Unidos (Bubbling Under Hot 100 Singles) | 3               |
| Estados Unidos (Billboard R&B/Hip-Hop Songs)    | 44              |